# Turraea holstii
Turraea holstii là một loài thực vật có hoa trong họ Meliaceae. Loài này được Gürke miêu tả khoa học đầu tiên năm 1894.